# Mesorregión de Ribeirão Preto
La Mesorregión de Ribeirão Preto es una de las quince mesorregiones del estado brasileño de São Paulo. Está conformada por la unión de 66 municipios agrupados en siete microrregiones.

## Microrregiones
- Barretos
- Batatais
- Ituverava
- Jaboticabal
- Ribeirão Preto
- São Joaquim da Barra
- Franca